# Anna Balakšina
Anna Vladimirovna Balakšina (in russo Анна Владимировна Балакшина?; 22 novembre 1986) è una mezzofondista russa.